# Giovanni Michelotti (naturalista)
Giovanni Michelotti (Torino, 28 dicembre 1812 – Sanremo, 21 dicembre 1898) è stato un naturalista, geologo e paleontologo italiano.
È autore, spesso in collaborazione con il francese Édouard Placide Duchassaing de Fontbressin (1819-1873), di numerose pubblicazioni sulle spugne e su altri organismi marini dei Caraibi.
Le specie Dentalium michelottii e Arcoscalpellum michellottianum sono un omaggio al suo nome.

## Opere
- Specimen Zoophytologiae Diluvianae, Eredi Sebastiano Botta, Torino, 1838
- Saggio orittografico sulla classe dei gasteropodi fossili: dei terreni terziarii del Piemonte, Tipografia Reale, Torino, 1840
- De solariis in supracretaceis Italiae stratis repertis, Robert Grant & Son, Londra, 1841
- Saggio storico dei rizopodi caratteristici dei terreni sopracretacei, Camera, Modena, 1841
- Monografia del Genere Murex: ossia Enumerazione delle principali specie dei terreni sopracretacei dell'Italia, Tremeschin, Vicenza, 1841
- Brevi cenni sullo studio della zoologia fossile, Bernardoni & Rebeschini, Milano, 1841
- Introduzione allo studio della geologia positiva, Stamperia Sociale degli Artisti, Torino, 1846
- Spongiaires de la Mer Caraïbe, con Édouard Placide Duchassaing de Fonbressin, Loosjes, Haarlem, 1864

| Michelotti è l'abbreviazione standard utilizzata per le specie animali descritte da Giovanni Michelotti. Categoria:Taxa classificati da Giovanni Michelotti |